# Stade Municipal Ben Guerir
Stade Municipal Ben Guerir – stadion w Maroku, w Ben Guerir, na którym gra tamtejszy zespół – Chabab Ben Guerir. Mieści 3000 widzów. Znajduje się przy Avenue Mohamed V. Jego nawierzchnia jest sztuczna.